# DVB-T
DVB-T, viết tắt của cụm từ tiếng Anh Digital Video Broadcasting – Terrestrial, 1 chuẩn quốc tế DVB về phát sóng số mặt đất, dùng trong truyền hình kĩ thuật số. Tín hiệu truyền hình được truyền và thu bằng ăng-ten qua bầu khí quyển, khác với các cách phát sóng khác như phát sóng số cáp DVB-C hay phát sóng số vệ tinh DVB-S.

## Kỹ thuật phát sóng
Tín hiệu truyền hình số DVB-T được truyền cùng tần số như truyền hình tương tự (analogue TV) qua kênh VHF và UHF. Với việc dùng kĩ thuật biến đổi COFDM (Coded Ortogonal Frequency Division Muliplex) và các phương thức biến đổi 4-QAM (QPSK), 16-QAM và 64-QAM cho phép DVB-T truyền nhiều đài trên cùng 1 kênh (độ truyền dữ liệu trên 1 kênh từ 12 đến 20 Mbit/s), chất lượng âm thanh và hình ảnh tốt hơn (chuẩn MPEG-2), ít bị nhiễu hơn truyền hình tương tự.